# Jadwiga Sikorska-Klemensiewiczowa
Jadwiga Klemensiewiczowa, z domu Sikorska (ur. 1 stycznia 1871 w Młynowie, zm. 30 maja 1963 w Krakowie) – polska farmaceutka, razem ze Stanisławą Dowgiałłówną i Janiną Kosmowską jedna z pierwszych kobiet-studentek w historii Uniwersytetu Jagiellońskiego.

## Życiorys
Była córką Stanisława Sikorskiego, inżyniera technologa i chemika, dyrektora cukierni, i Julii z Rostalskich, wychowanki Instytutu Maryjskiego, działaczki oświatowej i założycielki Księgarni Ludowej w Warszawie.
W wieku 11 lat rozpoczęła naukę na pensji Jadwigi Sikorskiej w Warszawie (siostry ojca). W 1885 roku zdała egzamin do VII klasy II Gimnazjum Żeńskiego w Warszawie, gdzie nawiązała kontakt z ruchem kobiecym i socjalistycznym, m.in. przyjaźniła się z koleżanką z klasy Różą Luksemburg. W roku 1887 zdała egzamin na nauczycielkę domową. W tym samym roku uczęszczała na kursy botaniczne i mineralogiczne na Uniwersytecie Latającym. W 1894 roku zdała egzamin na pomocnika aptekarskiego. Wówczas też rozpoczęła starania o przyjęcie na Wydział Lekarski Uniwersytetu Jagiellońskiego, które rozpatrzono pozytywnie i przyjęto ją jako jedną z trzech hospitantek. Do tej pory studia uniwersyteckie były zarezerwowane dla mężczyzn. Studia ukończyła w 1898 roku z tytułem magistra farmacji.
Rok wcześniej poślubiła kolegę ze studiów lekarskich, Zygmunta Klemensiewicza, który m.in. redagował pisma socjalistyczne. Żona pomagała mu jako redaktorka, autorka i tłumaczka prasy zagranicznej. Została także pierwszą przewodniczącą Ogólnozawodowego Stowarzyszenia Kobiet Pracujących. W 1903 jako pierwsza aptekarka w Galicji z tytułem magistra  otworzyła skład materiałów aptekarskich (drogerię) w Krakowie przy ulicy Karmelickiej 15, zatrudniającą tylko kobiety, między innymi koleżanki ze studiów. Wraz z gronem pedagogów współredagowała tygodnik dla dzieci „Promyk”. Podczas I wojny światowej pracowała w krakowskiej aptece „Pod Gwiazdą”, należącej do magistra Konstantego Wiszniewskiego.
W zakupionym w 1922 roku majątku w Sygneczowie prowadziła uprawę roślin leczniczych. Po czterech latach przekazała ją córce i zięciowi, a sama powróciła do zawodu farmaceuty. W latach 1924–1932 pracowała jako retaksatorka recept w Okręgowym Związku Kas Chorych w Krakowie. W latach późniejszych prowadziła badania nad psychiką dziecka. Miała trzy córki, w tym lekarkę Jadwigę Beaupré.
Po śmierci męża wyjechała w 1948 roku do mieszkającej w Hiszpanii najmłodszej córki, a do Polski wróciła po siedmiu latach. Zmarła w Krakowie w 1963 roku.